# Bimota V-Due
La V-Due est un modèle de motocyclette de la marque italienne Bimota.
La V-Due fait sensation lors de sa présentation au salon de Cologne en 1996. C'est le premier modèle, et à ce jour le seul, qui utilise un moteur créé par la firme de Rimini.
Ce moteur, tout comme l'esthétique générale de la machine, sont l'œuvre de l'ingénieur Pier Luigi Marconi. C'est un bicylindre en V ouvert à 90°, deux temps, de 500 cm³, à refroidissement liquide. Il est donné pour 110 chevaux et 9 mkg, pour un poids à sec de 160 kg. Il utilise six lumières d'admission et trois lumières d'échappement.
Le développement de ce moteur a duré six ans, initialement prévu pour équiper une machine de 500 GP. L'investissement financier étant trop important, ce moteur sera implanté dans une machine routière.
Il est alimenté par une injection électronique. Ce système permet d'améliorer la combustion de l'essence, celle-ci étant vaporisée dans le cylindre au moment le plus opportun, quand la lumière d'échappement est complètement fermée. Les inconvénients du moteur deux temps, consommation et rejets d'hydrocarbures imbrulés, sont nettement diminués.
Le système d'injection est lié avec un calculateur qui délivre la quantité nécessaire d'essence en fonction de la température de l'air, de celle du liquide de refroidissement, de celle des gaz d'échappement et de la pression dans la boîte à air.
La lubrification est effectuée avec l'huile contenue dans la boîte de vitesses, et non pas par mélange, comme sur un deux temps traditionnel.
À l'usage, ce moteur ne s'est pas montré très fiable. Casses des pistons, pertes de puissance et diverses fuites d'huile sur de nombreuses machines ont contraint les ingénieurs italiens de revoir leur copie.
L'usine lance une campagne de rappel des premières V-Due vendues, pour remplacer les injections par des carburateurs.
Héritage de la compétition, la boîte de vitesses est à cassette et l'embrayage est un multidisque fonctionnant à sec.
La fourche télescopique de 46 mm de diamètre provient de chez Paioli, tandis que l'amortisseur arrière est signé Öhlins.
Le freinage est confié à des disques Brembo de 320 et 230 mm de diamètre.
Les jantes à trois branches sont en aluminium et sont fabriquées par Antera. 
La V-due n'est disponible qu'en rouge/blanc/vert.

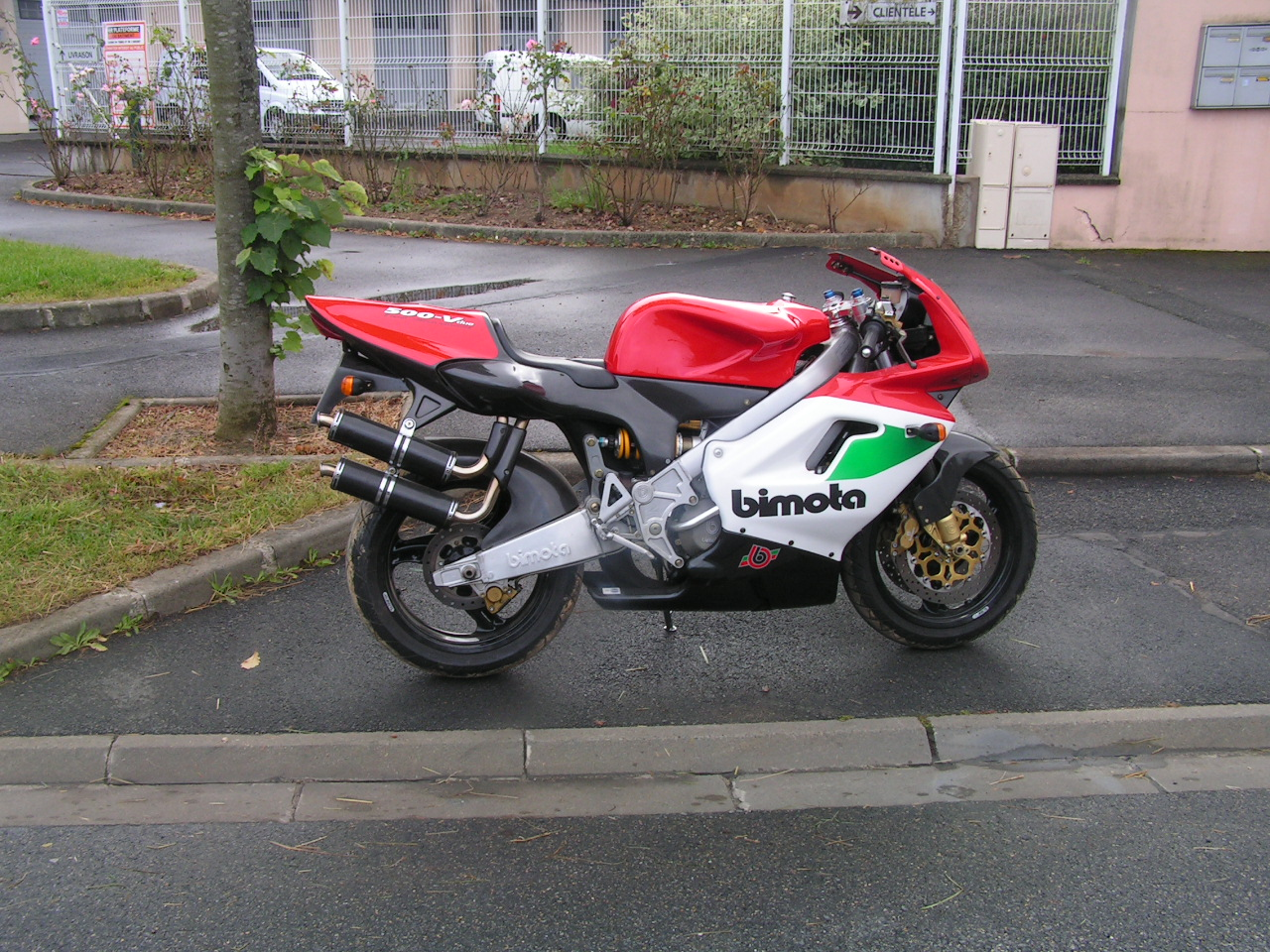

En 1999, la V-Due est décliné dans une version V-Due Corsa pour une compétition monomarque : le Trophée Bimota 2000. Elle adopte une alimentation par deux carburateurs Dell'Orto de 39 mm de diamètre, améliorant la fiabilité du moteur. La puissance est portée à 122 chevaux à 9 500 tr/min.
En 2001, la V-Due Corsa est améliorée et devient V-Due Corsa Evoluzion. La puissance passe à 135 chevaux à 10 500 tr/min. Cette machine était engagée officiellement par l'usine dans le championnat de vitesse italien. Certaines pièces sont donc différentes des machines de route. Le réservoir, le carénage, le système d'échappement sont pensés pour la compétition.
Pour 2003, Bimota propose la V-Due Evoluzion, déclinaison routière des machines utilisées pour le Trophée Bimota 2000. Elle arbore une décoration légèrement différente : la disposition des couleurs sur le carénage est modifiée.
En 2005, la V-Due Racing Edizion Finale est assemblée à partir des différentes pièces détachées encore en stock après la faillite puis le rachat de la marque. Elle bénéficie d'échappement faits à la main par Jolly Moto, de freins plus gros. Elle n'est disponible qu'en noire.
L'objectif de Bimota de produire 500 V-Due ne sera pas atteint, il sortira des usines 340 motos, dont 150 V-Due à injection, 26 Corsa, 120 Evoluzion, 14 Evoluzion Corsa et 30 Racing E.F.